# Colossal Cave Adventure
Colossal Cave Adventure (também conhecido como ADVENT, Colossal Cave, ou apenas Adventure) foi o primeiro jogo eletrônico do tipo adventure para computador, criado pelo programador e espeleólogo estadunidense Will Crowther, que se inspirou em parte do layout do sistema de cavernas de Mammoth Cave, no estado estadunidense do Kentucky. A rede de cavernas no jogo Colossal Cave têm muitas entradas, uma das quais é conhecida como Bedquilt, onde Crowther reproduziu partes da caverna real tão fielmente que espeleólogos ao jogaram este puderam transitar facilmente através de setores tão familiares na região de Bedquilt, logo na primeira visita.